# Parc national de Đerdap

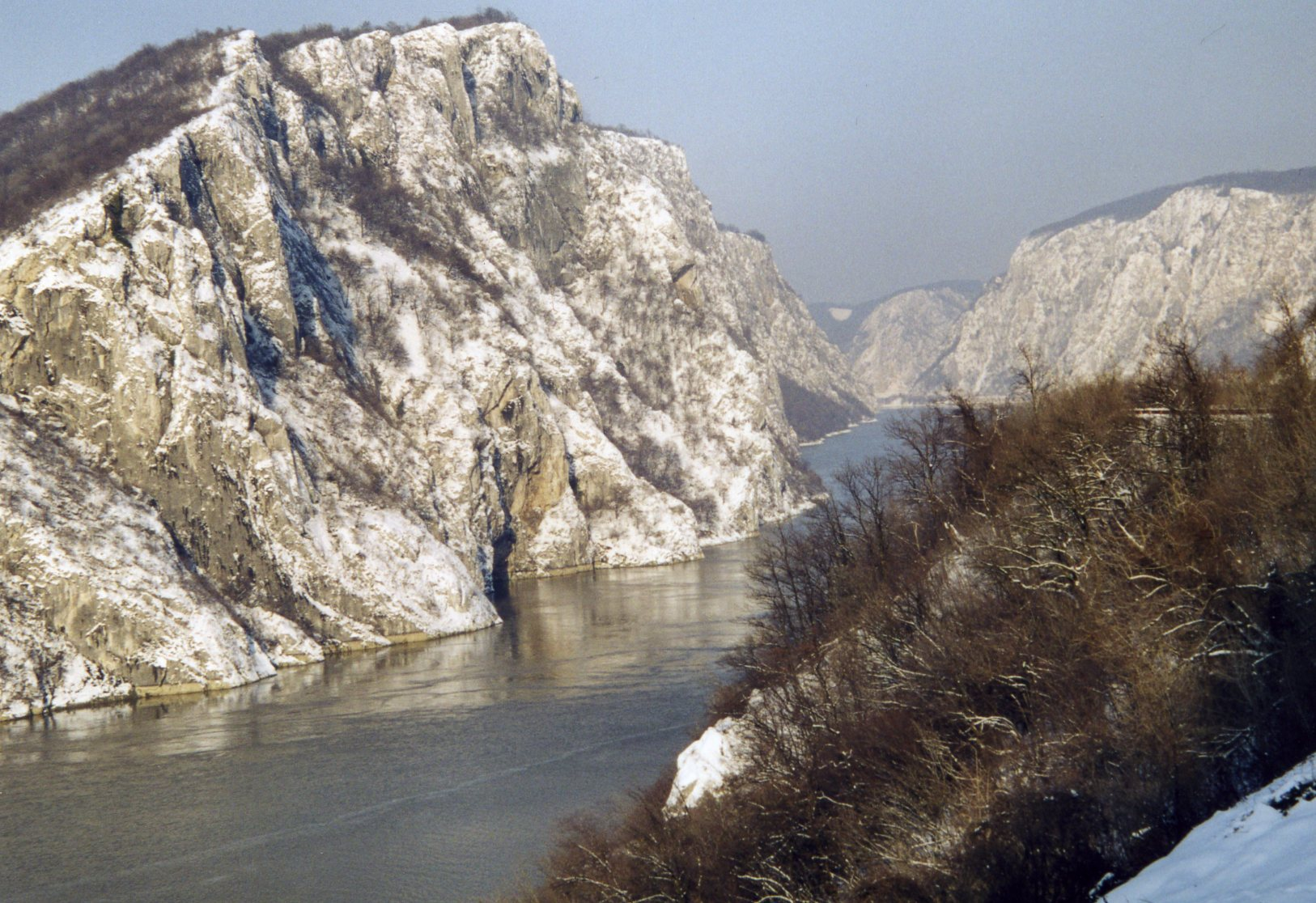
Le défilé de Kazan.

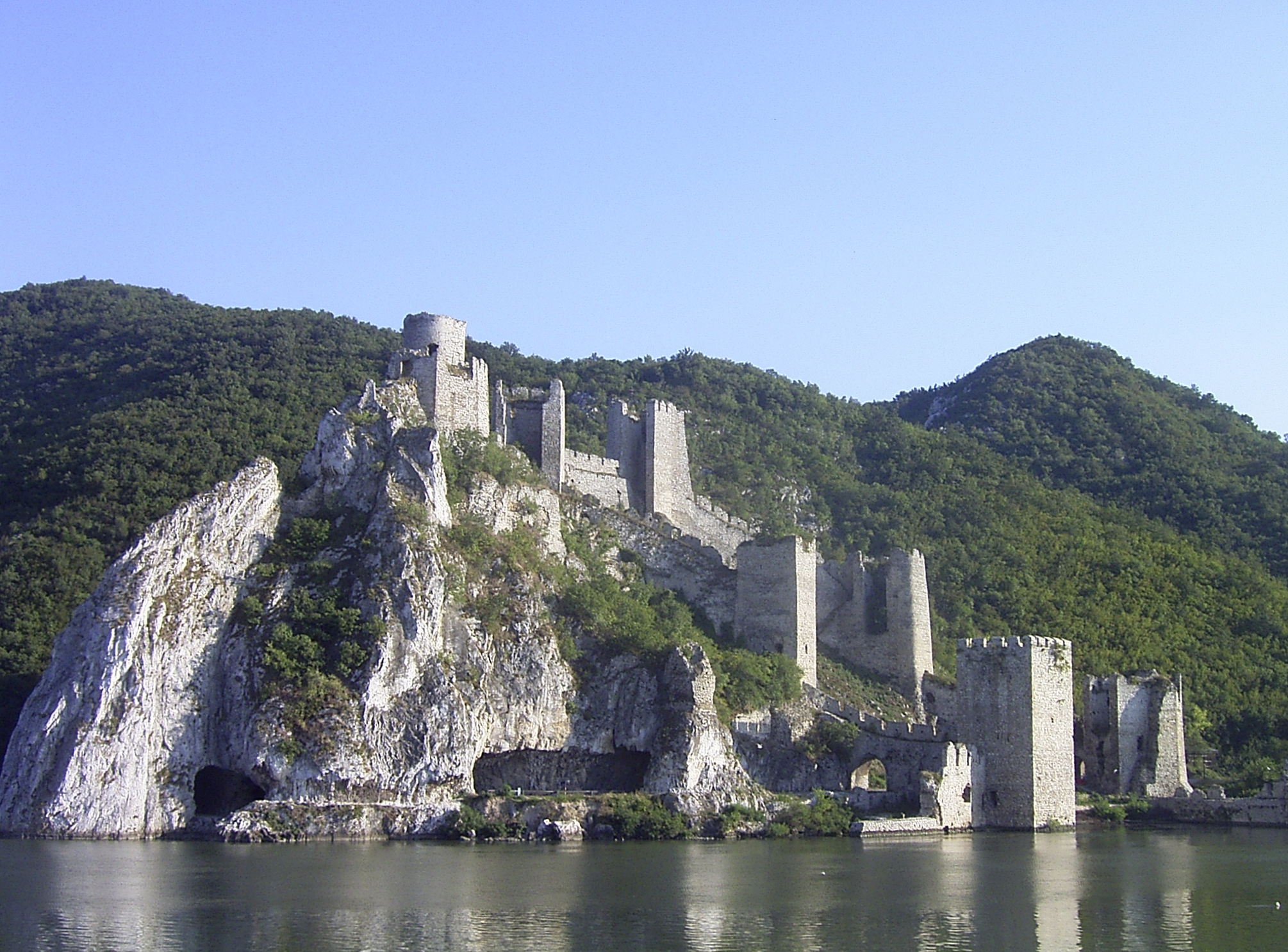
Forteresse de Golubac.

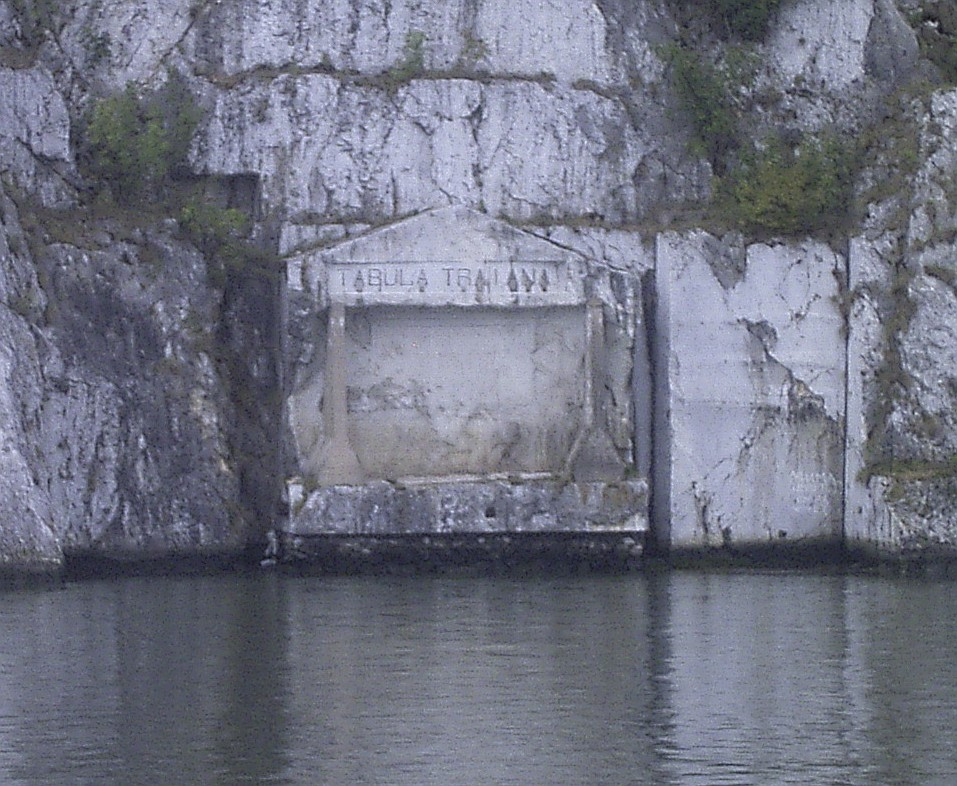
La table de Trajan dans le parc national de Đerdap.

Le parc national de Đerdap (en serbe Национални парк Ђердап ou Nacionalni park Đerdap), est une aire protégée situé en Serbie dans les Carpates serbes, près de la ville de Kladovo. Il s’étend sur la rive droite du Danube, de la forteresse de Golubac (en serbe : Golubački grad) jusqu’au barrage de Sip. Il couvre une superficie de 640 km². L'administration du parc est située à Donji Milanovac sur le Danube.
Le parc national de Đerdap est un des lieux les plus visités de Serbie. On y trouve de nombreux hôtels et restaurants. 
Sa région immédiate concentre 85 % de Roumains parmi sa population, soit la plus grande partie de la minorité des Roumains, en Serbie. Le parc, avec la table de Trajan, est associée à l'histoire, et la latinité de la Roumanie.   
Il est reconnu géoparc par l'Unesco depuis 2020.   

## Curiosités naturelles

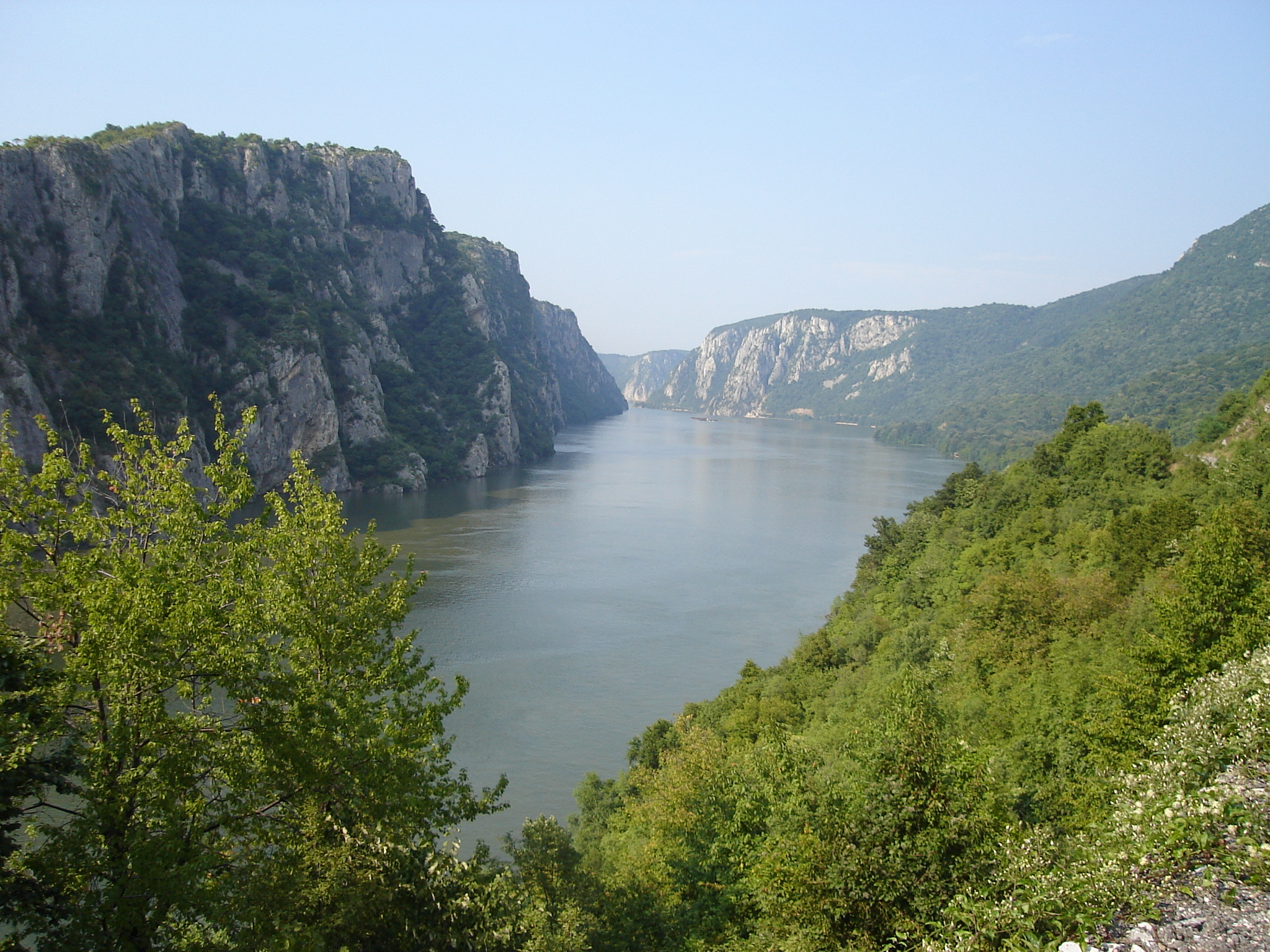
Le Danube près des portes de Fer.

Le parc national de Đerdap est particulièrement célèbre pour ses portes de Fer, un passage grandiose à travers les pentes méridionales des Carpates. La gorge de Đerdap s’étend sur environ cent kilomètres de Golubac à Tekija ; elle est en fait formée de plusieurs ensembles successifs : les portes supérieures, Gornja Klisura, les portes inférieures, Dolnja Klisura (ou défilé de Kazan) ; entre ces portes, le fleuve s'élargit majestueusement. À Gospođin Vir se trouve une des plus grandes profondeurs mesurées pour une rivière (82 m). Les falaises du canyon de Kazan s’élèvent à 300 m, tandis que le fleuve, qui, à certains endroits, peut atteindre 2 km, se rétrécit pour ne plus faire que 150 m mètres de large. 
Le parc national abrite une flore et une faune diversifiées et protégées. Sur le plan de la flore, on peut trouver des plantes telles que le noisetier de Byzance (Corylus colurna), le micocoulier de Provence (Celtis australis), le houx (Ilex aquifolium) et le cétérach officinal (Asplenium ceterach). Des animaux comme l'ours, le lynx, le loup, le chacal, l'aigle gris, le hibou des marais ou la cigogne noire vivent dans le parc.

## Vestiges historiques
Le parc national de Đerdap conserve également d’importants vestiges témoignant de l’activité et de l’histoire des Hommes. Lepenski Vir est un site archéologique qui témoigne de la présence humaine dès le Néolithique. Outre la forteresse de Golubac, on y trouve les vestiges de constructions datant de l(empereur Trajan, dont la célèbre table de Trajan (Tabula Trajana).

## La centrale de Đerdap
Une centrale hydroélectrique appelée "Đerdap" a été construite en 1972, formant un lac de retenue.